# Zomerbitterling

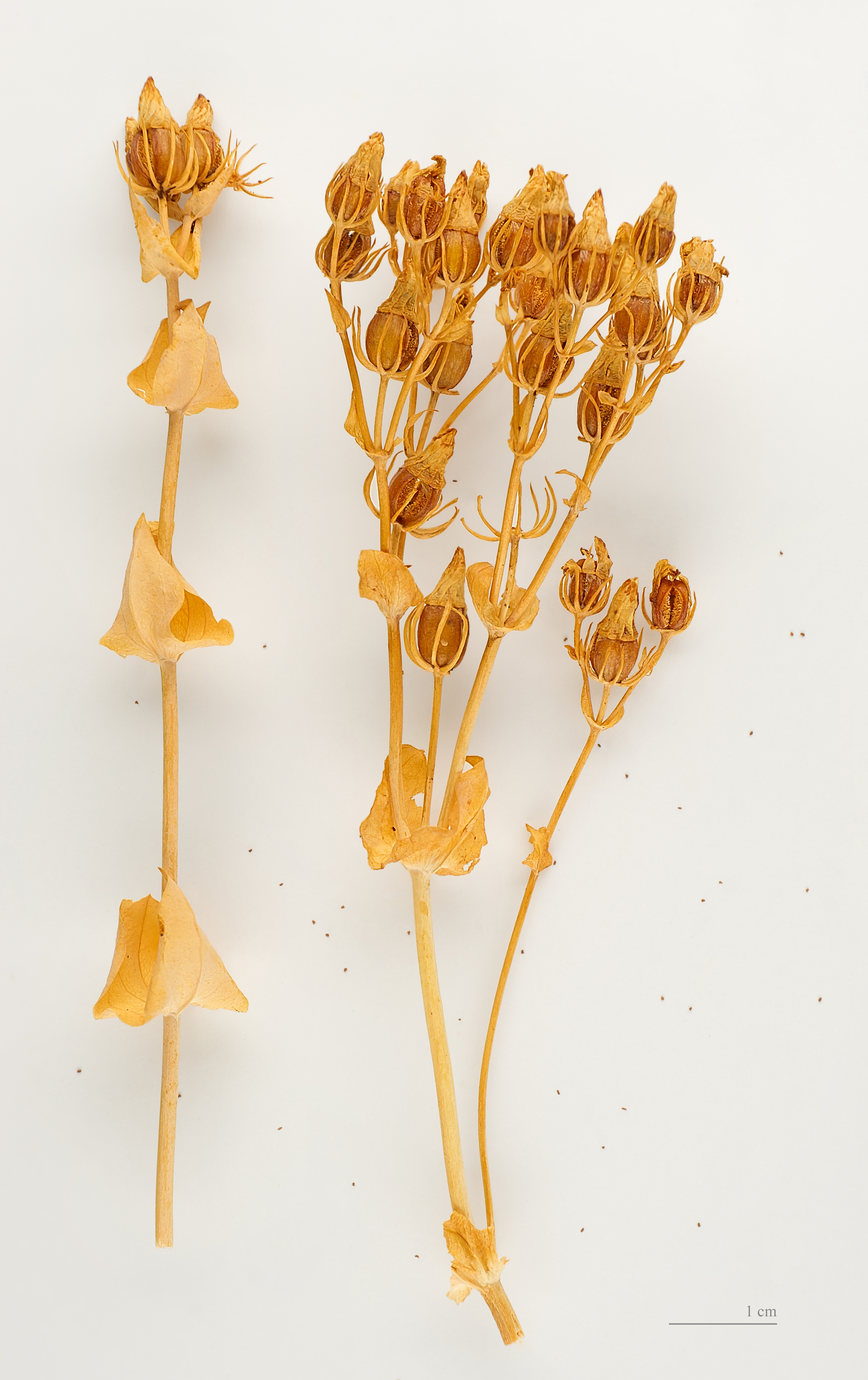
Doosvruchten

Zomerbitterling (Blackstonia perfoliata subsp. perfoliata) is een plant uit de gentiaanfamilie die vooral gevonden wordt in het Middellandse Zeegebied, maar ook voorkomt in Noordwestelijk Europa.

## Beschrijving
De zomerbitterling wordt zo'n 10 à 40 centimeter hoog met stevige zich vertakkende stengels. De bladeren zijn zeegroen en de bovenste komen met elkaar samen aan de stengel. De plant bloeit van juli tot in oktober en draagt gele bloemen met een doorsnede van één à anderhalve centimeter. De bovenste stengelbladen zijn aan de voet versmald en over de volle breedte met elkaar vergroeid. De bloemstelen zijn kort. De lijn- tot lancetvormige kelkslippen zijn zwak generfd met meestal één nerf en na de bloei ingerold. Ze zijn korter dan de bloemkroon. Ze zijn even lang als de bloemkroon. De doosvrucht is 6-6,5 mm lang en 3-4 mm breed. De zwarte zaden zijn 0,3-0,4 mm groot. Bij de herfstbitterling (Blackstonia perfoliata subsp. serotina) zijn de bovenste stengelbladeren niet over de volle breedte vergroeid, de bloemstelen langer (ongeveer 2 cm lang), liggen de kelkslippen na de bloei vlak tegen de doosvrucht aan en zijn de kelkslippen  evenlang als de bloemkroon.

## Ecologie
De plant wordt vooral gevonden op kalksteen of krijtsteen, en ook wel op duinen.

Bodem:
Zonnige, open plaatsen (pionier) op vochtige tot natte, matig voedselarme, kalkrijke, humusarme grond (zand met veel schelpgruis).
Groeiplaats:
Zeeduinen (duinvalleien en langs duinpaadjes), drooggevallen zandplaten, voormalige strandvlakten, op molshopen, rotsachtige plaatsen, grasland (kalkgrasland) en opgespoten (kalkrijke) grond.